# رافائل دوران
رافائل دوران (اسپانیایی: Rafael Durán‎؛ ‏ ۱۵ دسامبر ۱۹۱۱ – ۱۲ فوریهٔ ۱۹۹۴) بازیگر اهل اسپانیا بود.
از فیلم‌ها یا برنامه‌های تلویزیونی که وی در آن نقش داشته‌است، می‌توان به دن کیشوت، تهدید، شوهر اجاره‌ای و ابله تمام‌عیار اشاره کرد.